# Armija Republike Bosne i Hercegovine
Die Armija Republike Bosne i Hercegovine (Armee der Republik Bosnien und Herzegowina), kurz ARBiH, war im Bosnienkrieg von 1992 bis 1995 die Regierungsarmee der Republik Bosnien und Herzegowina. Sie war die größte von Bosniaken dominierte Streitkraft während des Bosnienkrieges.
Die ARBiH kämpfte in den Kriegsjahren vor allem gegen die Streitkräfte der bosnischen Serben (Vojska Republike Srpske), zeitweise mit den und zeitweise gegen die Streitkräfte der bosnischen Kroaten (Hrvatsko vijeće obrane) und gegen die Narodna odbrana Zapadne Bosne der Autonomen Provinz Westbosnien unter Fikret Abdić.

## Geschichte
Die Armee der Republik Bosnien und Herzegowina entstand zunächst aus Freischärlerverbänden, aus Polizeireservisten sowie der ehemaligen bosnischen Territorialverteidigung. Diese Einheiten wurden im Sommer 1992 zur bosnischen Regierungsarmee zusammengefasst. Sie wurde primär durch islamische Staaten und teilweise durch die USA finanziell und militärisch in Form von Waffenlieferungen und Ausbildung der Soldaten unterstützt.
Ab Mitte 1992 reisten ausländische Soldaten (insgesamt 500 bis 1.000), die sich selbst als Mudschahidin bezeichneten und die bereit waren, einen Dschihad zu führen, nach Bosnien ein. Sie kamen vorwiegend aus islamischen Ländern und kämpften teilweise unter dem Kommando der ARBiH.

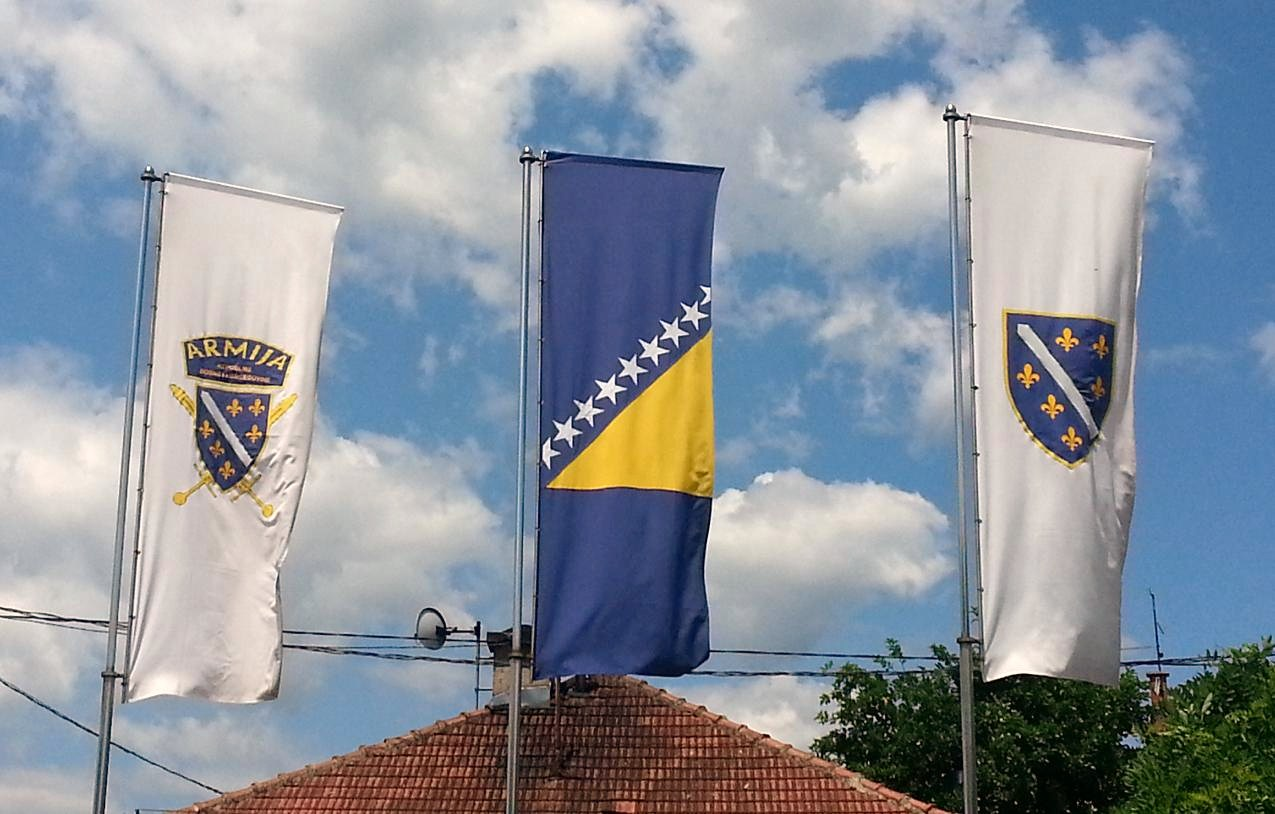
Flagge der bosnischen Armee (links) neben der heutigen (Mitte) und der alten Flagge von Bosnien und Herzegowina, am Grab von Alija Izetbegović in Sarajevo.

Nach dem Dayton-Vertrag, welcher das Kriegsende darstellte, blieben viele der Mudschahidin in Bosnien und Herzegowina. Einige besetzten Häuser von vertriebenen Serben und ließen sich dort nieder. Zlatko Lagumdžija, der ehemalige Ministerpräsident von Bosnien und Herzegowina, sagte in einem Interview, dass ihm durch Geheimdienstberichte bekannt sei, dass sich Anhänger Osama bin Ladens und Mitglieder des internationalen Terrornetzwerks in Bosnien und Herzegowina versteckt hielten.
In der ARBiH kämpften neben Bosniaken auch bosnische Kroaten und Serben. Jovan Divjak, ein bosnischer Serbe, sowie Stjepan Šiber, ein bosnischer Kroate, waren Generäle der Armee der Republik Bosnien und Herzegowina. Das kroatische Mitglied des Staatspräsidiums von Bosnien und Herzegowina, Željko Komšić, diente in der Armee der Republik Bosnien und Herzegowina und erhielt dort den höchsten Orden, Zlatni ljiljan (Goldene Lilie).

## Kriegsverbrechen
Angehörigen der Armija Republike Bosne i Hercegovine wurden auch Kriegsverbrechen und Gräueltaten vorgeworfen. Der Ex-Oberkommandeur Rasim Delić wurde 2008 vom UN-Tribunal wegen Verstoßes gegen das Kriegsrecht zu drei Jahren Haft verurteilt. Delić, so das Gericht, trage die Verantwortung für Verbrechen der Militäreinheit „El Mujahidd“, die Gefangene in Mittelbosnien misshandelt hätte.

## Organisation
1. Armeekorps (Sarajevo)
Oberbefehlshaber: Mustafa Hajrulahović, Vahid Karavelić, Nedžad Ajnadžić.
Operative Gruppe (OG) Sarajevo, mit Sitz in der belagerten Stadt Sarajevo.
OG Tarčin, mit Sitz in Tarčin bei Ilidža, beinhaltete noch die Gemeinden Trnovo, Kiseljak und Fojnica.
OG Visoko, mit Sitz in Visoko, war zuständig für das Gebiet von Visoko, Breza, Vareš und Olovo.
2. Armeekorps (Tuzla)
Oberbefehlshaber: Željko Knez, Hazim Šadić, Sead Delić.
War für das Gebiet des heutigen Kantons Tuzla, der Posavina und der Region Podrinje.
3. Armeekorps (Zenica)
Oberbefehlshaber: Enver Hadžihasanović, Mehmed Alagić, Sakib Mahmuljin, Kadir Jusić
Operative Gruppe (OG) Bosanska Krajina, mit Sitz in Travnik.
OG Lašva, mit Sitz in Kakanj.
OG Bosna, mit Sitz in Zavidovići und Žepče.
OG Zapad, mit Sitz in Bugojno.
4. Armeekorps (Mostar)
Oberbefehlshaber: Arif Pašalić, Sulejman Budaković, Ramiz Dreković, Mustafa Polutak
Haupteinsatzgebiet war die Herzegowina.
5. Armeekorps (Bihać)
Oberbefehlshaber: Ramiz Dreković, Atif Dudaković
Einsatzgebiet war die Bosanska krajina.
6. Armeekorps (Konjic)
Oberbefehlshaber: Salko Gušić, Galib Hodžić
Mit Sitz in Konjic, das Einsatzgebiet beinhaltete auch Gemeinden die eigentlich vom 1. und 4. Armeekorps kontrolliert wurden. Die Berge Bjelašnica, Igman und Treskavica waren im Einsatzgebiet des 6. Korps.
7. Armeekorps (Travnik)
Oberbefehlshaber: Mehmed Alagić
Gegründet am 7. April 1994, mit Sitz in Travnik. Das Einsatzgebiet konzentrierte sich um die Städte Travnik, Vitez und Jajce.

## Generäle
- Sefer Halilović (1. Kommandeur)
- Jovan Divjak (2. Kommandeur)
- Stjepan Šiber (3. Kommandeur)
- Rasim Delić (Kommandeur)
- Mustafa Hajrulahović (1. Kommandeur, 1. Korps)
- Atif Dudaković (2. Kommandeur, 5. Korps)
- Ramiz Dreković (1. Kommandeur, 4. Korps)
- Mustafa Polutak (4. Kommandeur, 4. Korps)
- Mehmed Alagić (1. Kommandeur, 7. Korps)
- Željko Knez (1. Kommandeur, 2. Korps)
- Izet Nanić (1. Kommandeur, 505. Bužimska Brigada)